# Alberto Cairo
Alberto Cairo (Ceva, 17 maggio 1952) è un fisioterapista e scrittore italiano, dal 1989 delegato del Comitato Internazionale della Croce Rossa in Afghanistan.

## Biografia
Dopo aver frequentato il liceo classico di Mondovì ed essersi laureato in giurisprudenza presso l'Università di Torino, decise di avventurarsi in un ambito totalmente diverso dagli studi da lui effettuati, studiando e diplomandosi come fisioterapista a Como.
Dopo un periodo di lavoro e pratica presso un nosocomio milanese, si trasferì a Giuba, in Sudan, per tre anni.
La sua esperienza in Afghanistan inizia nel 1989, subito dopo la ritirata sovietica, con il suo primo incarico per il Comitato Internazionale della Croce Rossa. Da allora fino ad oggi, Cairo gestisce quel progetto con capacità e passione, permettendone l'espansione dal nucleo iniziale a Kabul agli attuali sette centri, oltre a quello nella capitale dislocati nelle città di Mazar-i Sharif, Herat, Jalalabad, Gulbahar, Faizabad e Lashkar Gah.
Nel 2010 è stata presentata la sua candidatura a Premio Nobel per la Pace, premio poi assegnato a all'attivista cinese Liu Xiaobo.
Alberto Cairo è autore di Storie da Kabul e Mosaico afgano, libri editi in lingua italiana da Einaudi. Storie da Kabul è stato pubblicato anche in francese da Presses universitaires de France, con il titolo Chroniques de Kaboul.
Da alcuni anni cura una rubrica sul quotidiano la Repubblica.
Nel 2013 è stato insignito, con altre quattro persone, della medaglia Medaglia Henry Dunant con una cerimonia a Sydney.

## Il programma ortopedico del C.I.C.R.
Il programma ortopedico del CICR nasce a seguito dei primi interventi di questa organizzazione in favore dell'Afghanistan, iniziati nel 1979 nel vicino Pakistan al fine di accogliere i profughi dall'invasione sovietica.
nel 1988 viene finalmente attivato, a Kabul, il programma ortopedico vero e proprio, nato inizialmente solo per aiutare le vittime della mine. Successivamente viene aperto a chiunque presenti un handicap motorio.
Nel 1997, sempre sotto la guida di Cairo, il progetto ortopedico si amplia ulteriormente offrendo un'assistenza completa ai suoi pazienti, i quali possono, nei suoi centri, ricevere anche un'istruzione ed ottenere micro-prestiti.
Attualmente, il centro a Kabul ha circa 250 impiegati locali (tutti disabili) ed è stato in grado di curare dal tempo della sua fondazione circa 80.000 pazienti, per lo più amputati. Questo centro inoltre provvede anche alla produzione in loco di sedie a rotelle, protesi e tutori.

## Discriminazione positiva
In queste due parole si riassume la filosofia di Cairo nella gestione dei centri e del loro personale. Fondamentalmente, si tratta di disabili che riabilitano altri disabili. Così facendo, a coloro che hanno subito gravi menomazioni viene offerto un futuro, mentre chi deve essere aiutato può essere assistito da chi ha conosciuto in prima persona le problematiche e le difficoltà che la riabilitazione può comportare.